# Brasserie Saint-Germain
La Brasserie Saint-Germain est située à Aix-Noulette dans le département du Pas-de-Calais.

## Historique
- 2003 : création de la brasserie avec une production de 2 800 hl
- 2008 : production de 3 500 hl
- 2010 : production de 6 000 hl
- 2015 : production de 9 000 hl

## Prix
- 2015 : deux médailles d'argent pour les Pages 24 Réserve Hildegarde Blonde et Brune[1] (Concours Général Agricole - Salon de l'Agriculture de Paris 2015)
- 2014 : quatre médailles d'argent pour les Page 24 Blanche, Réserve Hildegarde Blonde, Triple et Brune[2] (Concours Général Agricole - Salon de l'Agriculture de Paris 2014)
- La réserve Hildegarde Blonde a été médaillée huit fois au concours général agricole dans la catégorie blonde haute fermentation : quatre médailles d'or (2013, 2012, 2009, 2006), une médaille d'argent (2014), trois médailles de bronze[3] (2011, 2008, 2007). À ce jour (2016), c'est la bière la plus médaillée du Concours général agricole.